# فوتبال ۱ (شبکه تلویزیونی)
فوتبال ۱ (با نان سابق فوتبال تا دسامبر ۲۰۱۳) اولین کانال تلویزیونی تخصصی در اوکراین است که به استثنای پخش‌های فوتبال اختصاص دارد. فوتبال ۱، فوتبال ۲ و فوتبال ۳ رقابت‌های باشگاه‌های اوکراین و اروپا، مسابقات بین‌المللی و سایر مسابقات فوتبال را پخش می‌کنند.